# Pedro de Cardona
Pedro de Cardona (Catalogna, ... – 26 giugno 1183) è stato un cardinale e arcivescovo cattolico spagnolo.

## Biografia
Era figlio di Ramón Folch, visconte di Cardona, e di Sibilia, figlia del conte di Urgell. Tra il 1178 e il 1182 fu cancelliere del regno di Castiglia, nominato da re Alfonso VIII; fu l'ultimo cancelliere non nato in Castiglia di quel regno. Fu anche abate di Husillos.
Fu ordinato suddiacono da papa Alessandro III con l'intenzione di trattenerlo presso la Curia romana. Verso la fine del 1180 il capitolo della cattedrale metropolitana di Toledo, sede che era rimasta vacante per oltre sei mesi, ottenne il permesso dal re di procedere con l'elezione del futuro arcivescovo; il monarca affermò pubblicamente  che avrebbe gradito l'elezione di Pedro de Cardona, al momento cancelliere del regno, che si trovava presso la Curia romana per curare gli interessi del regno di Castiglia.
Il capitolo scelte una soluzione di compromesso: fu inviata una commissione a Roma per assicurarsi che il candidato avrebbe accettato la promozione. Dopo aver accertato la volontà del cancelliere, i componenti della commissione lo scelsero. Il capitolo della cattedrale lo elesse arcivescovo di Toledo nel 1181 e l'elezione fu confermata dal papa il 2 luglio 1181. Successivamente prese possesso della sede, ma senza ricevere mai la consacrazione episcopale. Subito dopo l'elezione rimase per un periodo presso la Curia romana e durante tale periodo inviò alcuni procuratori a Toledo per l'amministrazione della sede. Probabilmente successivamente trascorse un periodo di tempo in Spagna, perché sottoscrisse documenti reali a Toledo nell'aprile e nel maggio 1182. Intervenne, assieme all'arcivescovo di Tarragona, intervenne nella disputa tra il vescovo di Barcellona e il priore di Estenay per le cappelle di San Celoní e Sabadell.
Nel concistoro del dicembre 1181 fu creato cardinale presbitero di San Lorenzo in Damaso; probabilmente anche rassegnò le dimissioni dalla sede episcopale prima della sua promozione al cardinalato, come d'uso al tempo, e si trasferì a Roma. Sottoscrisse le bolle papali tra il 18 giugno e il 7 luglio 1182. Papa Lucio III scrisse in una lettera che il cardinale, quando era arcivescovo, aveva reso ai banchieri romani i soldi che gli avevano prestato. Fu il primo cardinale proveniente dalla Spagna.
Morì il 26 giugno 1183.